# LYL1
LYL1‏ (LYL1, basic helix-loop-helix family member) هوَ بروتين يُشَفر بواسطة جين LYL1 في الإنسان.